# Journal of Nuclear Materials
Das Journal of Nuclear Materials (abgekürzt J. Nucl. Mater.) ist eine monatlich im Peer-Review-Verfahren erscheinende wissenschaftliche Fachzeitschrift im Bereich der Materialwissenschaft für die Beschleunigerphysik, Kernenergie und Anwendungen im Brennstoffkreislauf. Sie erschien erstmals 1959 und wird von Elsevier herausgegeben. Aktueller Chefredakteur ist Gary S. Was  von der University of Michigan.
Die Zeitschrift wird von Chemical Abstracts Service, Index Medicus, MEDLINE, PubMed, Science Citation Index, Current Contents und Scopus indexiert.
Der Impact Factor lag 2019 bei 2,485.